# Prezydenci miast w Polsce (kadencja 1998–2002)
Polscy prezydenci miast III kadencji zostali wybrani przez właściwe rady miejskie wyłonione w wyniku wyborów samorządowych z 11 października 1998. Wybór z reguły nastąpił na jednej z pierwszych sesji jeszcze w 1998. Nowy prezydent miasta stołecznego Warszawy został jednak wyłoniony dopiero 31 marca 1999. W trakcie tej kadencji instytucja prezydenta miasta funkcjonowała w 107 miastach, w tym w 65 miastach na prawach powiatu i w mieście stołecznym Warszawa, którego ustrój pozostawał uregulowany odrębnymi przepisami. Prezydenci miast byli w tej kadencji członkami i przewodniczącymi kolegialnych zarządów miasta. Mogli być odwoływani w odpowiednim trybie przez radę miejską. Była to ostatnia kadencja z takim prawnym usytuowaniem urzędu prezydenta miasta (odpowiednio też burmistrza i wójta). Od następnych wyborów w 2002 prezydenci miast byli wybierani bezpośrednio, uzyskali status jednoosobowych organów wykonawczych w gminie.
Liczne zmiany na stanowisku prezydenta miasta w trakcie tej kadencji były w szczególności wynikiem odwołania bądź rezygnacji prezydenta, który utracił większość w radzie miejskiej. Rezygnacje wynikały również m.in. z nowo wprowadzanych ustawowych zakazów łączenia stanowisk w samorządzie terytorialnym z mandatem parlamentarzysty. Prezydenci miast III kadencji zakończyli swoje urzędowanie wraz z objęciem tych stanowisk przez prezydentów wybranych w 2002 w wyborach bezpośrednich.
| Lp.  | Miasto                  | Województwo         | Prezydent miasta                  | Źródło  |
| ---- | ----------------------- | ------------------- | --------------------------------- | ------- |
| 1.   | Bełchatów               | łódzkie             | Tadeusz Rozpara                   | [ 5 ]   |
| 2.   | Będzin                  | śląskie             | Antoni Marcinkiewicz              | [ 6 ]   |
| 3.   | Biała Podlaska          | lubelskie           | Andrzej Czapski                   | [ 7 ]   |
| 4.   | Białystok               | podlaskie           | Ryszard Tur                       | [ 8 ]   |
| 5.   | Bielsko-Biała           | śląskie             | Bogdan Traczyk                    | [ 9 ]   |
| 6.   | Bolesławiec             | dolnośląskie        | Józef Burniak                     | [ 10 ]  |
| 7.   | Bydgoszcz               | kujawsko-pomorskie  | Roman Jasiakiewicz                | [ 8 ]   |
| 8.   | Bytom                   | śląskie             | Krzysztof Wójcik                  | [ 11 ]  |
| 9.   | Chełm                   | lubelskie           | Henryk Dżaman                     | [ 12 ]  |
| 10.  | Chorzów                 | śląskie             | Marek Kopel                       | [ 13 ]  |
| 11.  | Ciechanów               | mazowieckie         | Lech Gąsiorowski (do 2000)        | [ 14 ]  |
| 11.  | Ciechanów               | mazowieckie         | Marcin Stryczyński (od 2000)      | [ 15 ]  |
| 12.  | Częstochowa             | śląskie             | Ewa Janik (do 2000)               | [ 16 ]  |
| 12.  | Częstochowa             | śląskie             | Wiesław Maras (od 2000)           | [ 17 ]  |
| 13.  | Dąbrowa Górnicza        | śląskie             | Marek Dul (do 1999)               | [ 18 ]  |
| 13.  | Dąbrowa Górnicza        | śląskie             | Marek Lipczyk (od 1999)           | [ 18 ]  |
| 14.  | Elbląg                  | warmińsko-mazurskie | Henryk Słonina                    | [ 19 ]  |
| 15.  | Ełk                     | warmińsko-mazurskie | Zdzisław Fadrowski                | [ 20 ]  |
| 16.  | Gdańsk                  | pomorskie           | Paweł Adamowicz                   | [ 8 ]   |
| 17.  | Gdynia                  | pomorskie           | Wojciech Szczurek                 | [ 21 ]  |
| 18.  | Gliwice                 | śląskie             | Zygmunt Frankiewicz               | [ 22 ]  |
| 19.  | Głogów                  | dolnośląskie        | Zbigniew Rybka                    | [ 23 ]  |
| 20.  | Gniezno                 | wielkopolskie       | Bogdan Trepiński                  | [ 24 ]  |
| 21.  | Gorzów Wielkopolski     | lubuskie            | Tadeusz Jędrzejczak               | [ 25 ]  |
| 22.  | Grudziądz               | kujawsko-pomorskie  | Bożesław Tafelski                 | [ 26 ]  |
| 23.  | Inowrocław              | kujawsko-pomorskie  | Marcin Wnuk (do 2001)             | [ 27 ]  |
| 23.  | Inowrocław              | kujawsko-pomorskie  | Ryszard Domański (od 2001)        | [ 27 ]  |
| 24.  | Jastrzębie-Zdrój        | śląskie             | Janusz Ogiegło                    | [ 28 ]  |
| 25.  | Jaworzno                | śląskie             | Marian Tarabuła                   | [ 29 ]  |
| 26.  | Jelenia Góra            | dolnośląskie        | Józef Kusiak                      | [ 30 ]  |
| 27.  | Kalisz                  | wielkopolskie       | Zbigniew Włodarek                 | [ 31 ]  |
| 28.  | Katowice                | śląskie             | Piotr Uszok                       | [ 8 ]   |
| 29.  | Kędzierzyn-Koźle        | opolskie            | Jerzy Majchrzak (do 2002)         | [ 32 ]  |
| 29.  | Kędzierzyn-Koźle        | opolskie            | Wiesław Fąfara (od 2002)          | [ 32 ]  |
| 30.  | Kielce                  | świętokrzyskie      | Włodzimierz Stępień               | [ 33 ]  |
| 31.  | Knurów                  | śląskie             | Jan Kowol                         | [ 34 ]  |
| 32.  | Kołobrzeg               | zachodniopomorskie  | Bogdan Błaszczyk (do 2001)        | [ 35 ]  |
| 32.  | Kołobrzeg               | zachodniopomorskie  | Zbigniew Błaszczuk (od 2001)      | [ 35 ]  |
| 33.  | Konin                   | wielkopolskie       | Kazimierz Pałasz                  | [ 36 ]  |
| 34.  | Koszalin                | zachodniopomorskie  | Henryk Sobolewski                 | [ 37 ]  |
| 35.  | Kraków                  | małopolskie         | Andrzej Gołaś                     | [ 38 ]  |
| 36.  | Krosno                  | podkarpackie        | Roman Zimka                       | [ 39 ]  |
| 37.  | Kutno                   | łódzkie             | Krzysztof Dębski                  | [ 40 ]  |
| 38.  | Legionowo               | mazowieckie         | Andrzej Kicman (do 2000)          | [ 41 ]  |
| 38.  | Legionowo               | mazowieckie         | Roman Smogorzewski (od 2000)      | [ 41 ]  |
| 39.  | Legnica                 | dolnośląskie        | Ryszard Kurek (do 2002)           | [ 42 ]  |
| 39.  | Legnica                 | dolnośląskie        | Tadeusz Krzakowski (od 2002)      | [ 43 ]  |
| 40.  | Leszno                  | wielkopolskie       | Tomasz Malepszy                   | [ 44 ]  |
| 41.  | Lubin                   | dolnośląskie        | Dariusz Milka (do 2000)           | [ 45 ]  |
| 41.  | Lubin                   | dolnośląskie        | Roman Sadowski (od 2000)          | [ 45 ]  |
| 42.  | Lublin                  | lubelskie           | Andrzej Pruszkowski               | [ 8 ]   |
| 43.  | Łomża                   | podlaskie           | Jan Turkowski                     | [ 46 ]  |
| 44.  | Łódź                    | łódzkie             | Tadeusz Matusiak (do 2001)        | [ 8 ]   |
| 44.  | Łódź                    | łódzkie             | Krzysztof Panas (od 2001 do 2002) | [ 8 ]   |
| 44.  | Łódź                    | łódzkie             | Krzysztof Jagiełło (od 2002)      | [ 8 ]   |
| 45.  | Mielec                  | podkarpackie        | Janusz Chodorowski                | [ 47 ]  |
| 46.  | Mysłowice               | śląskie             | Zbigniew Augustyn                 | [ 48 ]  |
| 47.  | Nowa Sól                | lubuskie            | Tadeusz Gabryelczyk               | [ 49 ]  |
| 48.  | Nowy Sącz               | małopolskie         | Andrzej Czerwiński (do 2001)      | [ 50 ]  |
| 48.  | Nowy Sącz               | małopolskie         | Ludomir Krawiński (od 2001)       | [ 50 ]  |
| 49.  | Olsztyn                 | warmińsko-mazurskie | Janusz Cichoń (do 2001)           | [ 51 ]  |
| 49.  | Olsztyn                 | warmińsko-mazurskie | Czesław Małkowski (od 2001)       | [ 51 ]  |
| 50.  | Opole                   | opolskie            | Leszek Pogan (do 2001)            | [ 52 ]  |
| 50.  | Opole                   | opolskie            | Piotr Synowiec (od 2001)          | [ 52 ]  |
| 51.  | Ostrołęka               | mazowieckie         | Arkadiusz Czartoryski             | [ 53 ]  |
| 52.  | Ostrowiec Świętokrzyski | świętokrzyskie      | Jan Szostak                       | [ 54 ]  |
| 53.  | Ostrów Wielkopolski     | wielkopolskie       | Mirosław Kruszyński               | [ 55 ]  |
| 54.  | Oświęcim                | małopolskie         | Józef Krawczyk                    | [ 56 ]  |
| 55.  | Otwock                  | mazowieckie         | Sławomir Dąbrowski (do 2001)      | [ 57 ]  |
| 55.  | Otwock                  | mazowieckie         | Krzysztof Boczarski (od 2001)     | [ 58 ]  |
| 56.  | Pabianice               | łódzkie             | Florian Wlaźlak (do 2001)         | [ 59 ]  |
| 56.  | Pabianice               | łódzkie             | Paweł Winiarski (od 2001)         | [ 60 ]  |
| 57.  | Piekary Śląskie         | śląskie             | Andrzej Żydek                     | [ 61 ]  |
| 58.  | Piła                    | wielkopolskie       | Zbigniew Kosmatka                 | [ 62 ]  |
| 59.  | Piotrków Trybunalski    | łódzkie             | Andrzej Pol                       | [ 63 ]  |
| 60.  | Płock                   | mazowieckie         | Stanisław Jakubowski (do 2001)    | [ 64 ]  |
| 60.  | Płock                   | mazowieckie         | Wojciech Hetkowski (od 2001)      | [ 64 ]  |
| 61.  | Poznań                  | wielkopolskie       | Ryszard Grobelny                  | [ 8 ]   |
| 62.  | Pruszków                | mazowieckie         | Jan Starzyński                    | [ 65 ]  |
| 63.  | Przemyśl                | podkarpackie        | Tadeusz Sawicki (do 2000)         | [ 66 ]  |
| 63.  | Przemyśl                | podkarpackie        | Marian Majka (od 2000)            | [ 67 ]  |
| 64.  | Puławy                  | lubelskie           | Janusz Grobel                     | [ 68 ]  |
| 65.  | Racibórz                | śląskie             | Andrzej Markowiak (do 2001)       | [ 69 ]  |
| 65.  | Racibórz                | śląskie             | Adam Hajduk (od 2001)             | [ 69 ]  |
| 66.  | Radom                   | mazowieckie         | Adam Włodarczyk                   | [ 70 ]  |
| 67.  | Radomsko                | łódzkie             | Jerzy Słowiński                   | [ 71 ]  |
| 68.  | Ruda Śląska             | śląskie             | Edmund Sroka (do 2000)            | [ 72 ]  |
| 68.  | Ruda Śląska             | śląskie             | Andrzej Stania (od 2000)          | [ 73 ]  |
| 69.  | Rybnik                  | śląskie             | Adam Fudali                       | [ 74 ]  |
| 70.  | Rzeszów                 | podkarpackie        | Mieczysław Janowski (do 1999)     | [ 75 ]  |
| 70.  | Rzeszów                 | podkarpackie        | Andrzej Szlachta (od 1999)        | [ 8 ]   |
| 71.  | Siedlce                 | mazowieckie         | Mirosław Symanowicz               | [ 76 ]  |
| 72.  | Siemianowice Śląskie    | śląskie             | Henryk Mrozek                     | [ 77 ]  |
| 73.  | Sieradz                 | łódzkie             | Krzysztof Michalski (do 2002)     | [ 78 ]  |
| 73.  | Sieradz                 | łódzkie             | Maciej Spławski (od 2002)         | [ 78 ]  |
| 74.  | Skarżysko-Kamienna      | świętokrzyskie      | Lubosław Langer                   | [ 79 ]  |
| 75.  | Skierniewice            | łódzkie             | Jan Darnowski (do 1999)           | [ 80 ]  |
| 75.  | Skierniewice            | łódzkie             | Ryszard Bogusz (od 1999)          | [ 81 ]  |
| 76.  | Słupsk                  | pomorskie           | Jerzy Mazurek (do 2002)           | [ 82 ]  |
| 76.  | Słupsk                  | pomorskie           | Jerzy Wandzel (od 2002)           | [ 82 ]  |
| 77.  | Sopot                   | pomorskie           | Jacek Karnowski                   | [ 83 ]  |
| 78.  | Sosnowiec               | śląskie             | Michał Czarski                    | [ 84 ]  |
| 79.  | Stalowa Wola            | podkarpackie        | Alfred Rzegocki                   | [ 85 ]  |
| 80.  | Starachowice            | świętokrzyskie      | Janusz Wierzbicki (do 2002)       | [ 86 ]  |
| 80.  | Starachowice            | świętokrzyskie      | Sylwester Kwiecień (od 2002)      | [ 87 ]  |
| 81.  | Stargard Szczeciński    | zachodniopomorskie  | Kazimierz Nowicki                 | [ 88 ]  |
| 82.  | Starogard Gdański       | pomorskie           | Stanisław Karbowski               | [ 89 ]  |
| 83.  | Suwałki                 | podlaskie           | Grzegorz Wołągiewicz              | [ 90 ]  |
| 84.  | Szczecin                | zachodniopomorskie  | Marian Jurczyk (do 2000)          | [ 8 ]   |
| 84.  | Szczecin                | zachodniopomorskie  | Marek Koćmiel (od 2000 do 2001)   | [ 8 ]   |
| 84.  | Szczecin                | zachodniopomorskie  | Edmund Runowicz (od 2001)         | [ 8 ]   |
| 85.  | Świdnica                | dolnośląskie        | Adam Markiewicz (do 2001)         | [ 91 ]  |
| 85.  | Świdnica                | dolnośląskie        | Kazimierz Bełz (od 2001)          | [ 92 ]  |
| 86.  | Świętochłowice          | śląskie             | Ludwik Kożuch (do 2000)           | [ 93 ]  |
| 86.  | Świętochłowice          | śląskie             | Eugeniusz Moś (od 2000)           | [ 93 ]  |
| 87.  | Świnoujście             | zachodniopomorskie  | Stanisław Możejko (do 2000)       | [ 94 ]  |
| 87.  | Świnoujście             | zachodniopomorskie  | Janusz Dziekoński (od 2000)       | [ 95 ]  |
| 88.  | Tarnobrzeg              | podkarpackie        | Jan Dziubiński                    | [ 96 ]  |
| 89.  | Tarnów                  | małopolskie         | Józef Rojek                       | [ 97 ]  |
| 90.  | Tczew                   | pomorskie           | Zenon Odya                        | [ 98 ]  |
| 91.  | Tomaszów Mazowiecki     | łódzkie             | Jerzy Adamski (do 2001)           | [ 99 ]  |
| 91.  | Tomaszów Mazowiecki     | łódzkie             | Tomasz Kumek                      | [ 100 ] |
| 92.  | Toruń                   | kujawsko-pomorskie  | Wojciech Grochowski               | [ 101 ] |
| 93.  | Tychy                   | śląskie             | Aleksander Gądek (do 2000)        | [ 102 ] |
| 93.  | Tychy                   | śląskie             | Andrzej Dziuba (od 2000)          | [ 102 ] |
| 94.  | Wałbrzych               | dolnośląskie        | Lech Bukowiec (do 2001)           | [ 103 ] |
| 94.  | Wałbrzych               | dolnośląskie        | Stanisław Kuźniar (od 2001)       | [ 103 ] |
| 95.  | Warszawa                | mazowieckie         | Paweł Piskorski (do 2001)         | [ 8 ]   |
| 95.  | Warszawa                | mazowieckie         | Wojciech Kozak (od 2001)          | [ 8 ]   |
| 96.  | Wejherowo               | pomorskie           | Krzysztof Hildebrandt             | [ 104 ] |
| 97.  | Włocławek               | kujawsko-pomorskie  | Stanisław Wawrzonkoski            | [ 105 ] |
| 98.  | Wodzisław Śląski        | śląskie             | Ireneusz Serwotka                 | [ 106 ] |
| 99.  | Wrocław                 | dolnośląskie        | Bogdan Zdrojewski (do 2001)       | [ 8 ]   |
| 99.  | Wrocław                 | dolnośląskie        | Stanisław Huskowski (od 2001)     | [ 107 ] |
| 100. | Zabrze                  | śląskie             | Roman Urbańczyk                   | [ 108 ] |
| 101. | Zamość                  | lubelskie           | Marek Grzelaczyk                  | [ 109 ] |
| 102. | Zawiercie               | śląskie             | Konrad Imielski                   | [ 110 ] |
| 103. | Zduńska Wola            | łódzkie             | Krzysztof Jonczyk (do 2002)       | [ 111 ] |
| 103. | Zduńska Wola            | łódzkie             | Jolanta Pustelnik (od 2002)       | [ 111 ] |
| 104. | Zgierz                  | łódzkie             | Zbigniew Zapart                   | [ 112 ] |
| 105. | Zielona Góra            | lubuskie            | Zygmunt Listowski                 | [ 113 ] |
| 106. | Żory                    | śląskie             | Waldemar Socha                    | [ 114 ] |
| 107. | Żyrardów                | mazowieckie         | Krzysztof Ciołkiewicz             | [ 115 ] |